# Montasser Louhichi
Montasser Louhichi (arabe : منتصر الوحيشي), né le 4 février 1974 à Zarzis, est un entraîneur tunisien de football.

## Palmarès
- Club africain :
  - Champion de Tunisie en 2015 (directeur sportif)